# Hakea amplexicaulis
Hakea amplexicaulis (лат.) — колючий кустарник, вид рода Хакея (Hakea) семейства Протейные (Proteaceae), произрастающий на юго-западе Западной Австралии. Привлекательный небольшой кустарник с необычным сжатым стеблем, резко зазубренной листвой и изобильными сладко-пахнущими цветами.

## Ботаническое описание

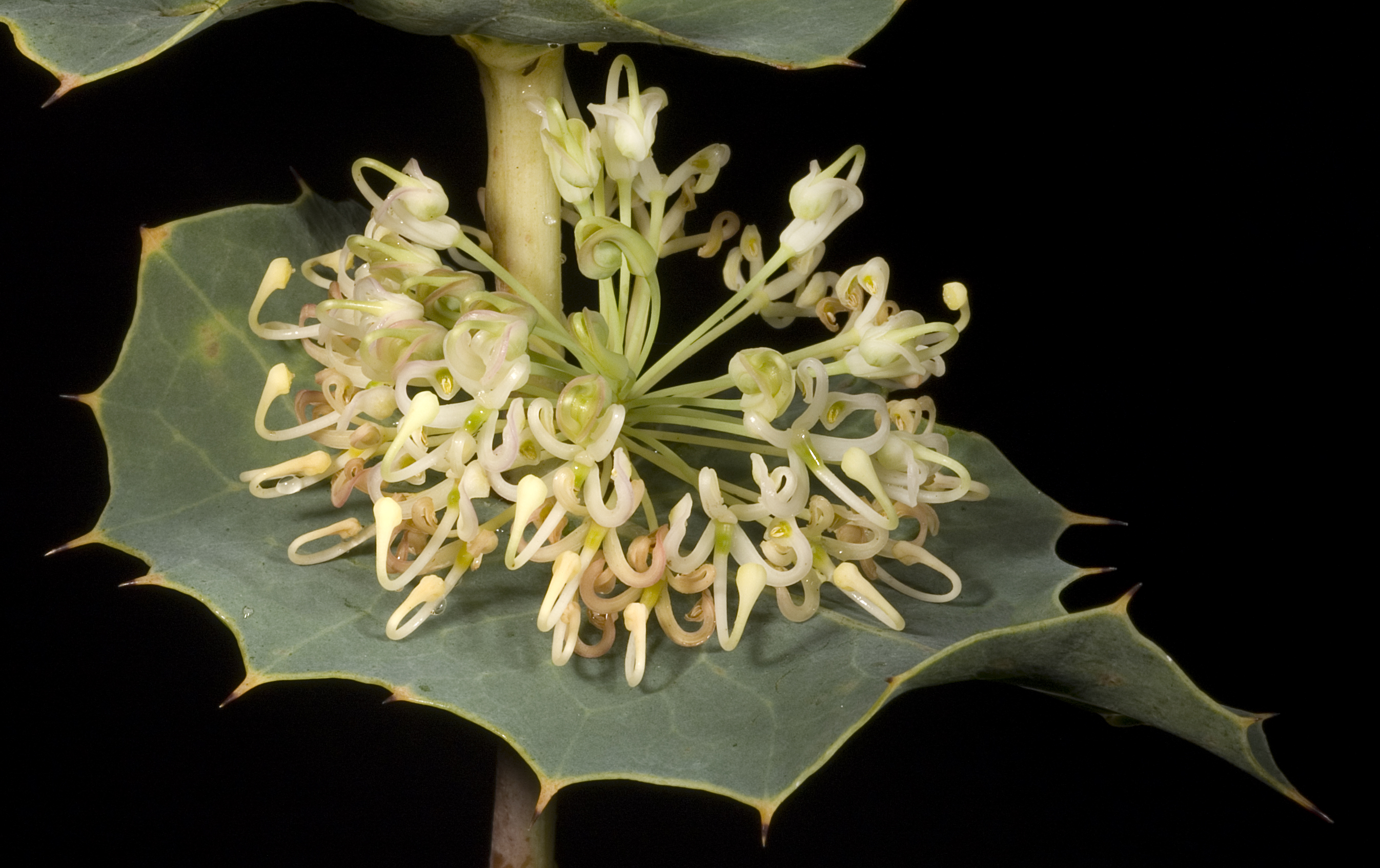
Соцветие H. amplexicaulis.

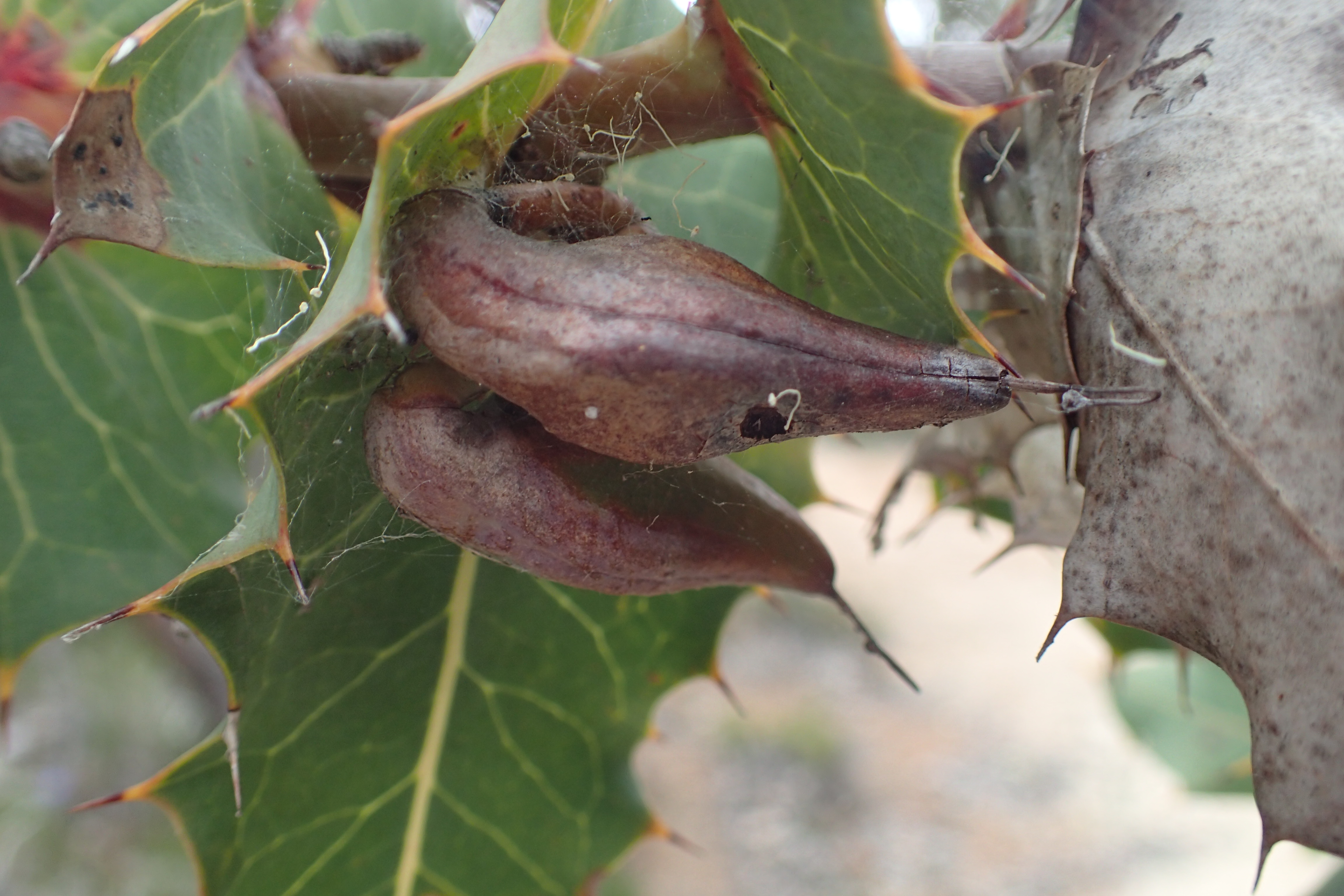
Плоды H. amplexicaulis.

Hakea amplexicaulis — прямостоячий кустарник, высота которого достигает 1—3 м. Мелкие ветви гладкие. Листья имеют узкую яйцевидную или полностью яйцевидную форму, 3—18 см в длину и 20—65 мм в ширину. Листья, обхватывающие стебель, имеют острые длинные зубцы с обеих сторон, длиной 12—30 мм, гладкие, голубовато-зелёные с порошкообразной плёнкой. Соцветие имеет 36—42 крупных, округлых и очень душистых цветка на коротком стебле. В пазухах листьев появляются гроздья белых, кремовых, розовых или красных цветов; со временем они могут становиться розовыми или красноватыми. Цветоножка имеет длину 6—14 мм. Околоцветник гладкий, длиной 4—6 мм, иногда белый с розовым оттенком. Стиль гладкий. Плоды имеют яйцевидную форму длиной 3—3,5 см и шириной 12—15 мм, гладкие с несколькими острыми шипами и сужающиеся к тупому клюву. Цветёт с августа по ноябрь.

## Таксономия
Вид Hakea amplexicaulis был впервые официально описан шотландским ботаником Робертом Броуном в Transactions of the Linnean Society of London в 1810 году. Видовое название amplexicaulis — от латинских amplexus, означающих «окружающий» или «обнимающий» и caulis, означающих «ствол», относящихся к характерному опоясыванию ствола основанием листьев.

## Распространение и местообитание
Встречается в ярровых лесах (с преобладанием эвкалипта Eucalyptus marginata) от Перта до Албани. Растёт на глинистых, суглинистых и гравийно-кислых почвах в хорошо дренированных местах на солнце или в полутени. Привлекательный кустарник, обеспечивающий удобную среду обитания диких животных. Умеренно морозостойкий.

## Охранный статус
Hakea amplexicaulis классифицируется как «не угрожаемый» Департаментом парков и дикой природы правительства Западной Австралии.